# Bolitaena massyae
Bolitaena massyae är en bläckfiskart som först beskrevs av Robson 1924.  Bolitaena massyae ingår i släktet Bolitaena och familjen Bolitaenidae.

## Underarter
Arten delas in i följande underarter:
- B. m. massyae
- B. m. purpurea